# Живописна вулиця (Київ)
Живопи́сна ву́лиця — вулиця у Святошинському районі міста Києва, місцевість Святошин. Пролягає від Берестейського проспекту до вулиці Михайла Котельникова.
Прилучаються вулиці Львівська та Верховинна.

## Історія
Вулиця виникла під час забудови Святошинських дач наприкінці XIX — на початку XX століття під назвою Борщагівська, паралельна назва 5-та Просіка. Пізніше була об'єднана в одну вулицю разом із теперішньою Чорнобильською вулицею та частиною вулиці Михайла Котельникова. Сучасна назва — з 1965 року.
Вулиця проходить попід ставом, є останньою вулицею Святошина з боку краю міста. Забудова — малоповерхова.

## Зображення

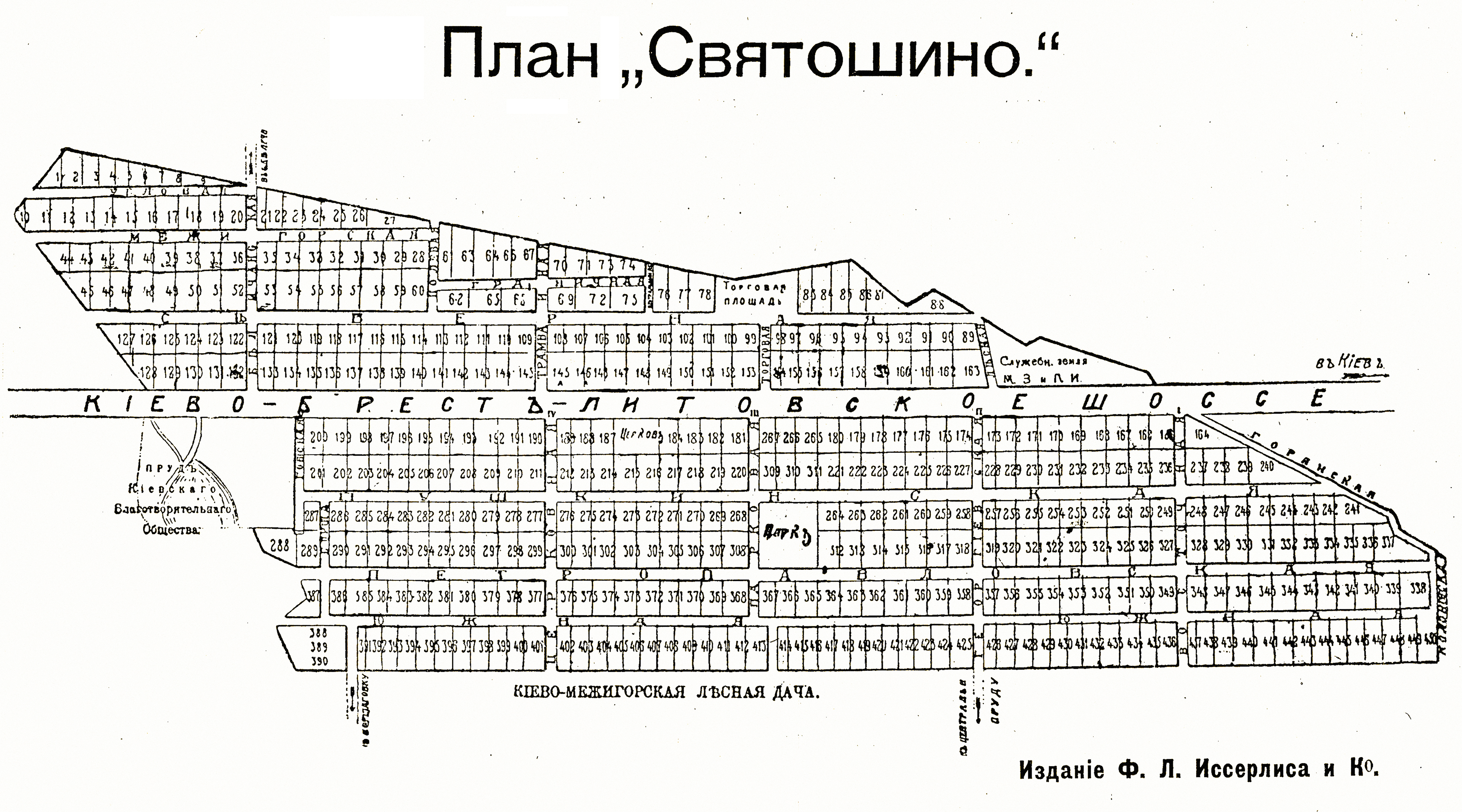
План Святошинських дач із позначенням Борщагівської вулиці, 1909